# Скорость детонации
Ско́рость детона́ции — скорость распространения детонационной волны по заряду взрывчатого вещества (ВВ). Скорость детонации определяется составом и состоянием заряда, условиями взрывания. При одинаковых условиях скорость детонации постоянна и её значение — максимально возможное при этих условиях. Такое свойство делает скорость детонации одной из важнейших характеристик взрывчатых веществ.
Методы определения подразделяют на две группы:
- определение среднего значения на участке заряда
  - метод Дотриша
  - осциллографический метод
- непрерывное определение по длине участка заряда
  - реостатный метод (измерение изменения сопротивления по длине участка заряда)
  - фотографический метод в зарядах с прозрачной оболочкой
  - осциллографический метод с датчиками переменного сопротивления
  - радиоинтерферометрический метод (в основе лежит эффект Доплера) — измерение доплеровского сдвига частоты радиоволны сантиметрового или миллиметрового диапазона, отражаемой от детонационной волны
  - рефлектометрический метод (метод отраженных импульсов или локационный метод), основан на распространении импульсных сигналов

Минимальная скорость детонации для твердых (конденсированных) взрывчатых веществ 1,2 км/с. Обычная скорость детонации промышленных ВВ 2,5-6,5 км/с, а взрывчатых химических соединений 7-9 км/с.
Чем выше скорость детонации, тем выше давление детонации и эффективность действия взрыва.
Скорость детонации зависит от диаметра заряда ВВ, плотности заряжания, наличия оболочки, дисперсности частиц ВВ, критического диаметра заряда ВВ и ширины зоны химической реакции.